# Eulimella nitidissima
Eulimella nitidissima är en snäckart. Eulimella nitidissima ingår i släktet Eulimella och familjen Pyramidellidae. Inga underarter finns listade i Catalogue of Life.